# Helstroff
Helstroff è un comune francese di 473 abitanti situato nel dipartimento della Mosella nella regione del Grand Est.

## Storia

### Simboli
Lo stemma del comune si blasona: 
Helstroff era divisa tra due feudi: la croce ancorata è il simbolo della castellania di Boulay, e gli scaglionetti sono ripresi dallo stemma della signoria di Raville.

## Società

### Evoluzione demografica
Abitanti censiti